# Aorsos

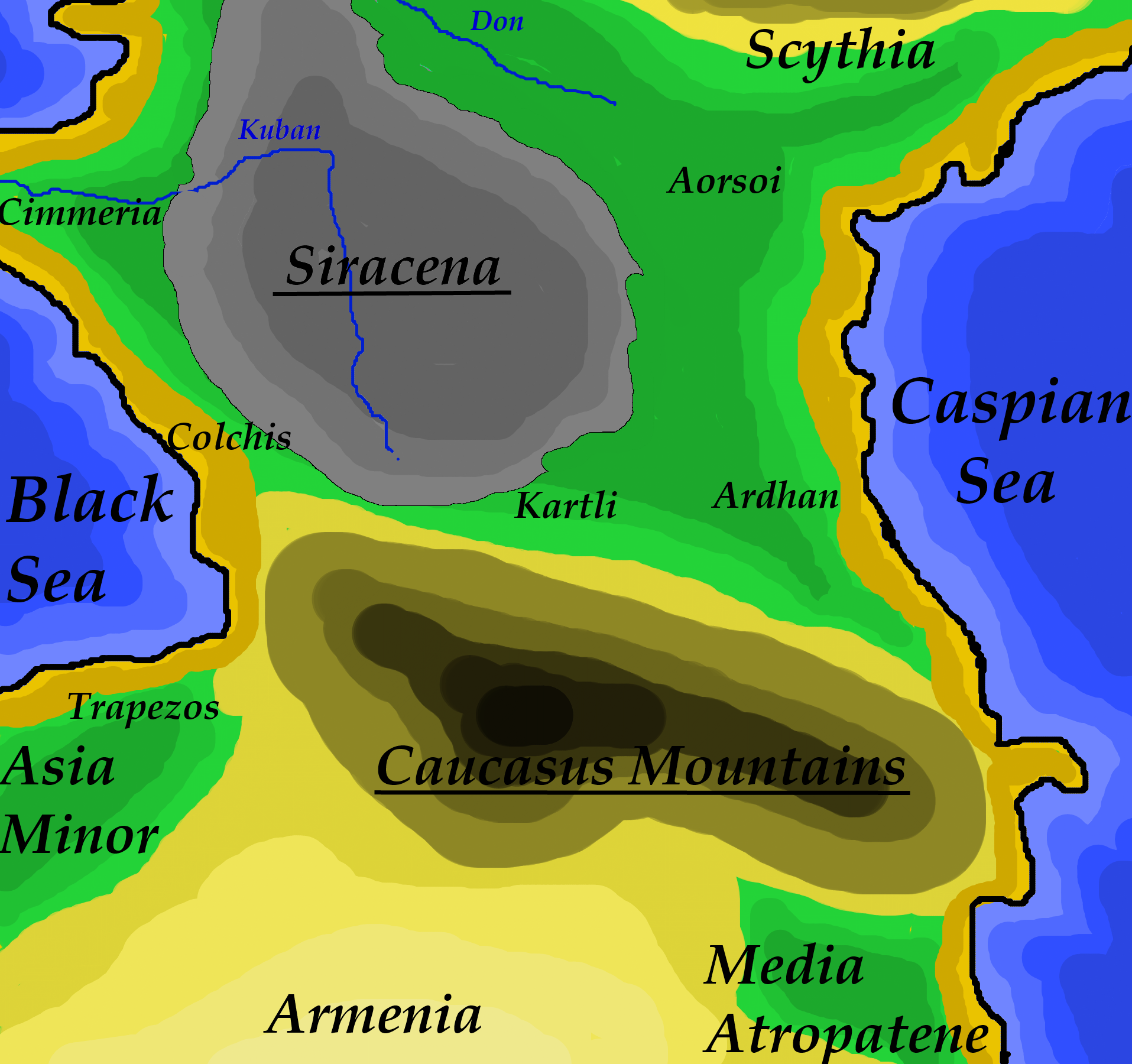
Zona del Cáucaso alrededor del, se muestra el territorio de los aorsoi.

Los aorsos conocidos en las fuentes latinas como aorsi y en las griegas como los aorsoi (Ἄορσοι), fueron un antiguo pueblo iranio del grupo sármata, que jugó un papel importante en los acontecimientos de la estepa póntica desde el siglo I a. C.. hasta el siglo I d. C..
A menudo se los considera conectados con el estado contemporáneo de la estepa euroasiática de Yancai (o Yentsai) mencionado en los antiguos registros chinos. Los alanos, mencionados por primera vez por eruditos europeos y de Oriente Medio en el siglo I d. C., son considerados sucesores de los aorsi. 

## Nombre
El etnónimo aorsos se relaciona generalmente con el avéstico auruša- y el osetio ūrs o ors, con el significado de "blanco". Los nombres Arsīyah y Arsā, mencionados por Al-Masudi y Al-Garnati entre los siglos X y XII pueden estar asimismo relacionados.

## Historia
Se cree que los aorsos y una tribu asociada, los siracenos, emigraron a fines del siglo V a. C. desde Asia central a las áreas al norte y al oeste del mar Caspio. Se cree que el territorio de los aorsos se extendía hacia el este hasta el mar de Aral. La fuente contemporánea más importante sobre los aorsos fue el geógrafo griego Estrabón, en Geographica. Estrabón sugirió que los aorsos estaban ubicados al noreste de los siracenos, que habitaban el área entre el lago Maeotis (mar de Azov) y el Caspio Más al este vivían los aorsos altos. Tenían el territorio más grande, dominando según Estrabón la costa del Caspio, lo que les permitió convertirse en la facción más numerosa. Los aorsos altos importaban mercancías indias y babilónicas en camello a través de Armenia y Media, lo que les permitió enriquecerse. Controlaban la parte norte de la Ruta de la Seda, conocida como la Ruta del Norte. Los aorsos se hicieron famosos por llevar adornos dorados.
Durante el reinado de Farnaces II del reino del Bósforo, según Estrabón, el rey Spadines de los aorsos podía reunir una fuerza de doscientos mil jinetes a lo largo del Tanais, mientras que los aorsos altos podían reunir aún más.
En sus Anales, Tácito escribe que en la Guerra del Bósforo del 49 d. C., el rey adorsi [sic] Eunones apoyó a la facción pro-romana de Tiberio Julio Cotis I, mientras que el rey Zorsines de los siracenos apoyó al antirromano Tiberio Julio Mitrídates. Junto con las cohortes romanas y las tropas del Bósforo armadas por los romanos, los aorsos sitiaron la ciudad pobremente fortificada de los siracenos y masacraron a su población, lo que obligó a su rey Zorsines a entregar rehenes y postrarse ante la imagen del emperador Claudio. Ante la inevitable derrota, Mitrídates se rindió y se arrojó a los pies de Eunones. Eunones estaba profundamente conmovido por la difícil situación de Mitrídates y envió emisarios a Claudio apoyando la solicitud de Mitrídates de ser ejecutado sin triunfo. Claudio estuvo de acuerdo en una carta a Eunones, y aunque Mitrídates finalmente fue llevado a Roma a través del Ponto, se salvó de la ejecución y en su lugar fue exiliado. Después de la guerra del Bósforo, los siracenos se debilitaron significativamente mientras que los aorsos se fortalecieron.

## Relación con Yancai y los alanos
Muchos eruditos han identificado tanto a los aorsos como a los alanos con el estado de Yancai, también conocido como Alanliao, mencionado en registros chinos más antiguos. El diplomático del siglo II a. C. Zhang Qian (citado por Sima Qian en el capítulo 123 del Shiji), informó que Yancai se encontraba a 2.000 li (832 km) al noroeste del estado de Kangju, en el valle de Ferghana, con el que compartía costumbres similares. Yancai tenía su centro cerca del mar de Aral y podía reunir 100.000 arqueros montados. Esta ubicación en la estepa euroasiática era similar a la informada para los aorsos por fuentes como Estrabón. Una crónica de la dinastía Han posterior, el Hou Hanshu (v. 88), que cubre el período 25-220, pero no se completó hasta el siglo V, menciona que Yancai se había convertido en un estado vasallo de Kangju, y ahora se conocía como Alanliao (en chino: 阿蘭聊).
Y. A. Zadneprovskiy sugiere que la subyugación de Yancai por Kangju ocurrió en el siglo I a. C.. La expansión hacia el oeste de Kangju obligó a muchos de los aorsos y otros sármatas a emigrar hacia el oeste. Esta migración contribuyó significativamente al Periodo de las Migraciones en Europa, que desempeñó un importante papel en la historia mundial.
En el siglo I d. C., los alanos lograron una posición dominante entre los sármatas que vivían entre el río Don y el mar Caspio. Los alanos fueron un pueblo iranio estrechamente relacionado con los aorsos, a quienes absorbieron o conquistaron. Algunos de los aorsos parecen haber emigrado al oeste hacia el norte de Crimea, donde mantuvieron una existencia semiindependiente. Claudio Ptolomeo también habla de los alanorsos, sugiriendo que se había producido una especie de fusión entre ellos.